# Adm.Wm.M.Callaghan
Das Gasturbinenschiff Adm.Wm.M.Callaghan war der erste Neubau eines mit Gasturbinen versehenen Frachtschiffs. Sie wurde 1967 von der Werft Sun Shipbuilding & Dry Dock Co. in Chester, Pennsylvania, Vereinigte Staaten, für die Reederei Sunexport Holdings Corp. gebaut und an den Military Sea Transport Service, den militärischen Seetransport der U.S. Navy verchartert, was den Betrieb eines solch neuartigen Fahrzeug vermutlich erst ermöglichte.

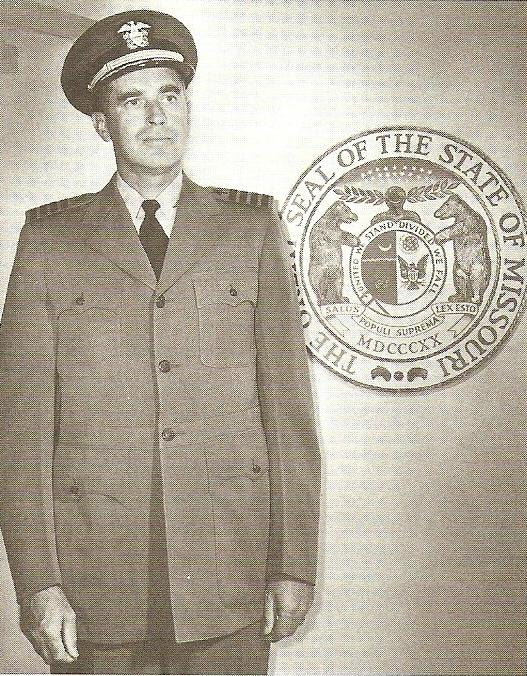
Der Namensgeber William M. Callaghan

Das Zweischraubenschiff Adm.Wm.M.Callaghan war mit zwei für den Bordbetrieb umgebauten Flugzeugturbinen vom Typ Pratt & Whitney FT4 mit je 18.375 kW ausgerüstet. Sie erreichte eine Geschwindigkeit von 25,5 Knoten und hielt damit zwei Jahre den Geschwindigkeitsrekord für Frachtschiffe auf dem Atlantik. Im Unterschied zum herkömmlichen RoRo-Schiff wurde die Adm.Wm.M.Callaghan als Trailerschiff gebaut, was eine Mindesthöhe von 4,20 Meter pro Deck bedeutet. Noch heute gehört das Schiff zur Bereitschaftsflotte der U.S. Navy.

## Laderaumanordnung
Die Adm.Wm.M.Callaghan hat fünf Glattdeckluken, mit Zugang zum Laderaum mit fünf Trailerdecks mit 15330 m² Decksfläche a 4,5 m Höhe, die über eine 12,8 Meter breite und 5,5 Meter hohe gerade Heckrampe erreicht werden können. Weiterhin stehen auch noch je zwei 4,6 × 4,0 Meter messende Seitenpforten zum Ladungsumschlag zur Verfügung. Der RORO-Bereich hat ein inneres Rampensystem. An Deck stehen zum herkömmlichen Lade- und Löschbetrieb zwölf 15 Tonnen Ladebäume und zwei 120 Tonnen Schwergutbäume, die auch gekoppelt gefahren werden können.